# 屠呦呦
屠 呦呦（と・ゆうゆう、トゥ・ヨウヨウ 拼音: Tú Yōuyōu、呦（ヨウ）は口偏に「幼」、1930年12月30日 - ）は中国の医学者、医薬品化学者、教育者。
多くの命を救った抗マラリア薬であるアルテミシニン（青蒿素）とジヒドロアルテミシニンの発見者として知られている。アルテミシニンの発見およびそれを使ったマラリア治療は、20世紀における熱帯病治療、南アジア・アフリカ・南米の熱帯開発途上国での健康増進を、飛躍的に進歩させたとみなされている。屠は2011年にラスカー・ドゥベーキー臨床医学研究賞を、2015年にノーベル生理学・医学賞を受賞した。中国本土で教育を受け且つ研究を続けた生粋の中国人がラスカー賞及びノーベル賞を受賞したのは、屠が初めてである。

## 経歴
屠は1930年12月30日に中国・浙江省の寧波で生まれた 。男子は『楚辞』から、女子は『詩経』から命名するという中国の慣習に従って、『詩経』の「小雅」の一節「呦呦鹿鳴 食野之苹（ゆうゆうとして鹿の鳴くあり、野のよもぎを食らう）」に由来する。1951年に北京大学医学院に入学し、薬学科で学び、1955年に卒業した。その後、2年半のあいだ伝統的中国医学を学んだ。卒業後、北京の中国中医研究院（現在の中国中医科学院）に勤めた。改革開放の後、1980年に初めて研究員に昇進し、2001年に博士課程における相談役 (academic advisor) に昇進した。現在、彼女は科学院の首席研究員である。
2011年のラスカー賞受賞に際して、「全人類の健康のために戦い続けることは研究者の責務です … 私がしたことは、祖国が私に授けてくれた教育への恩返しとして、私がしなければならなかったことです」と語り、受賞を喜んだが、「私にとって、多くの患者の治癒を見ることがより喜ばしいことです」とも語った。アルテミシニンの発見が1972年と文化大革命の最中だったこともあり、何十年もの間屠は「人々からほとんど忘れ去られた」無名の存在だった。2007年のインタビューによると、屠の生活環境は非常に貧しいものだった。彼女のオフィスは北京・東城区の古いアパートにあり、暖房も滞りがちで、電化製品といえば2つだけ、電話機と、薬草サンプル保存用の冷蔵庫しかなかった。
屠は「三無科学者」と言われていた。まず彼女は大学院に進んでいない（当時の中国に大学院制度はなかった）。また海外での教育・研究経験が無い。そして中国科学院・中国工程院という中国の国立研究機関に属していない。1979年まで中国に大学院制度は無く、その点で他国と大きな隔たりがあった。彼女は1949年の中国建国以降における中国医学界の第一世代を代表する存在とみなされている。現代中国における正統派の学者・研究者とはかけ離れた経歴であることから、中国科学界の反応は当初冷ややかだったが、反感は徐々に収まり、2017年1月には国家最高科学技術賞を受賞している。

### 家族
屠の夫は寧波効実中学(zh)(日本の高等学校に相当する元私立校)の同級生で、工場労働者をしていた。二人の娘がおり、姉はイングランドのケンブリッジ大学に勤務しており、妹は北京に住んでいる。屠がマラリア研究を始めた頃、彼女の夫は五七干校(zh)の労働改造所で強制労働させられており、二人の娘はまだ幼かった。

## 研究背景
屠は1960年代から1970年代にかけての文化大革命の時期に研究を続けていた。この時期、科学者たちは毛沢東思想により最下層の階級（いわゆる「臭老九」）とみなされていた。この頃、中国の同盟国である北ベトナムは、南ベトナム・米国とベトナム戦争を戦っていたが、マラリアで多くの死者を出し、従来の特効薬であるクロロキンに対する抵抗性が出始めていた。マラリアは中国南部の海南、雲南、広西、広東でも主な死因の一つだった。毛沢東は523計画という新薬開発の秘密プロジェクトを1967年5月23日に立ち上げ、屠はそのプロジェクトのリーダーに指名された。

## 研究内容

### 住血吸虫病
屠はそのキャリアの初期にミゾカクシの研究をしていた。これは20世紀前半に華南で流行した住血吸虫症の薬として、中国医学で伝統的に使われている薬草である。

### マラリア
当初、世界各地の科学者が24万もの合成物を検査したが、いずれも失敗だった。1969年、当時39歳だった屠は、中国の薬草を調べることを考えていた。彼女はまず中国伝統医学の古書、民間療法を調査し、中国各地のベテラン中医を訪ね歩き、「抗マラリアのための実践的処方集」と名付けたノートを作った。そのノートには640もの処方がまとめられていた。また彼女の研究チームは1971年までに、2000もの伝統的な中医の調剤法を調べ、薬草から380もの抽出物を取り出し、マウスで試験した。
そのうちの一つの合成物に効果が認められた。マラリアの特徴である「断続的な発熱」に使われるヨモギの一種クソニンジン（黄花蒿）からの抽出物が、動物体内でのマラリア原虫の活動を劇的に抑制することを突き止めた。屠が編み出した抽出法は、抽出物の薬効を高め、かつその毒性を抑えるものだった。プロジェクトの研究会で屠が発表したところによると、その調合法は1600年前に葛洪が著作した文献に『肘後備急方』（奥の手の緊急処方）という名で記されていたという。尚、アルテミシニンの有効性を最終的に証明したのは、屠とは別の中国人研究者だとの指摘もある。
当初、屠たちは文献どおりに熱湯で抽出を行なったため効果が得られなかったが、熱が植物中の有効成分を損なったのではないかと屠は考え、代わりに低温のエーテルを使って有効な合成物を抽出する手法を提案した。マウスとサルを使った動物実験で、この薬は充分な効果が認められた。その上で、屠はヒトとしての最初の被験者となった。「この研究グループのリーダーとして、私には責任がありました」と彼女は語った。薬の安全性が分かり、その後に実施したヒトの患者への臨床試験も成功した。
1972年に彼女と共同研究者たちはその純物質を取り出し、「青蒿素」と名付けた。これは欧米ではアルテミシニンと呼ばれており、特に開発途上国で多くの命を救うことになった。屠はアルテミシニンの化学構造と薬理作用も研究し、研究グループはアルテミシニンの化学構造を初めて明らかにした。1973年に屠は、アルテミシニン分子のカルボニル基を調べているさなか、偶然ジヒドロアルテミシニンの合成に至った。屠の研究は、1977年に匿名で発表された。

## 受賞歴
- 1978年 - 全国科技大会奬[20]（全国科学会議賞、中国）
- 1979年 - 国家発明奬二等奬（全国発明家賞、中国）
- 1987年 - Albert Einstein World Science Prize, World Culture Council[20]（アルベルト・アインシュタイン世界科学賞、世界文化協会）
- 1992年 - Ten Science and Technology Achievements in China, State Science Commission, P.R.China（共同受賞）[20]
- 1997年 - Ten Great Public Health Achievements in New China, P.R.China（共同受賞）[20]
- 2011年9月 - GlaxoSmithKline Outstanding Achievement Award in Life Science[21]（グラクソ・スミスクライン特別業績賞・生命科学部門）
- 2011年9月 - ラスカー・ドゥベーキー臨床医学研究賞[22]
- 2011年11月 - 中国中医科学院傑出貢献奬[23]（中国中医科学院・特別貢献賞）
- 2012年2月 - 10位優秀女性全国三八紅旗手標兵[24]（国を代表する十人の女性の一人として）
- 2015年6月 - ウォーレン・アルパート財団賞（共同受賞）[25]
- 2015年10月 - ノーベル生理学・医学賞（共同受賞）[26]
- 2019年9月 - 共和国勲章（中国）

## 参考書籍
- 『屠呦呦 中国初の女性ノーベル賞受賞科学者』西岡一人 訳, 町田晶 監訳 日本僑報社 2019年 ISBN 978-4-86-185218-3
- 『サステイニング・ライフ：人類の健康はいかに生物多様性に頼っているか』エリック・チヴィアン，アーロン・バーンスタイン（編著），小野展嗣，武藤文人（監訳）東海大学出版部 2017年 ISBN 978-4-486-018988
- 「アジア人物史 第12巻」集英社 2024年